# Salvatore Epicoco
Salvatore Epicoco (Lecce, 1897 – ...) è stato un sollevatore italiano.

## Biografia
Nato nel 1897 a Lecce, gareggiava nella classe di peso dei pesi massimi (+82.5 kg).
A 27 anni partecipò ai Giochi olimpici di Parigi 1924, nei pesi massimi, chiudendo 11º con 455 kg totali alzati, dei quali 70 nello strappo ad una mano, 85 nello slancio ad una mano, 95 nella distensione lenta, 85 nello strappo e 120 nello slancio.